# Gymnochthebius laevipennis
Gymnochthebius laevipennis är en skalbaggsart som först beskrevs av Leconte 1878.  Gymnochthebius laevipennis ingår i släktet Gymnochthebius och familjen vattenbrynsbaggar. Inga underarter finns listade i Catalogue of Life.